# Die Höhle der Löwen/Staffel 14
Die vierzehnte Staffel der Unterhaltungsshow Die Höhle der Löwen wurde vom 28. August bis 16. Oktober 2023 vom deutschen Free-TV-Sender VOX ausgestrahlt. Die Moderation wurde wieder von Ermias Habtu übernommen. Als „Löwen“ sind Carsten Maschmeyer, Ralf Dümmel, Dagmar Wöhrl, Nils Glagau, Tillman Schulz, Janna Ensthaler und erstmals Tijen Onaran dabei. Erstmals fehlt hingegen Judith Williams, die als einzige Investorin seit der 1. Staffel dabei war.

## Episoden
| Nr. (ges.) | Nr. (St.) | Teilnehmer                                                            | Premiere D    | Zuschauer |
| ---------- | --------- | --------------------------------------------------------------------- | ------------- | --------- |
| 127        | 1         | Dr. Vivien Karl ○, Brizza ×, Futurised ✓, Mitmalfilm ×, Akoua ×       | 28. Aug. 2023 | 1,83 Mio. |
| 128        | 2         | FreeMOM ✓, Bello Eis ×, Millis Zaubertücher ✓, Klangio ×, dripoff ✓   | 4. Sep. 2023  | 1,51 Mio. |
| 129        | 3         | Vegablum ✓, Natch ×, AnimalChat ○, KitchBo ✓, scentme ×               | 11. Sep. 2023 | 1,64 Mio. |
| 130        | 4         | Frinsh ✓, Urban Challenger ✓, Ruby ×, Sturfer ×, NuNi ○               | 18. Sep. 2023 | 1,49 Mio. |
| 131        | 5         | The Blood ○, Spacies ×, Sollso ×, TeaBlobs ✓, Cloou ×                 | 25. Sep. 2023 | 1,56 Mio. |
| 132        | 6         | Ölfreunde ✓, Compounder ×, Lookas ×, Herbal Spa ✓, Beezer ×           | 2. Okt. 2023  | 1,42 Mio. |
| 133        | 7         | BIOTherma ○, Racemates ×, Loggä ✓, myMonsi ×, JobSwop.io ✓            | 9. Okt. 2023  | 1,47 Mio. |
| 134        | 8         | hey circle ×, Peas of Joy ○, Schimmel Schock 4.0 ✓, Haepsi ×, Zeedz ✓ | 16. Okt. 2023 | 1,48 Mio. |

## Gründer und Unternehmen
Die erste Spalte mit der Überschrift # entspricht der Episodennummer der Staffel und der Reihenfolge des Auftritts in der Sendung. Bei der angegebenen Bewertung handelt es sich jeweils um die sogenannte Pre-Money-Bewertung, diese stellt die Bewertung eines Unternehmens vor einer Finanzierungsrunde dar.
| #   | Name                                                      | Gründer                                                                       | Bewertung    | Kapitalbedarf | Anteile | Investment               | Investor                                                                    |
| --- | --------------------------------------------------------- | ----------------------------------------------------------------------------- | ------------ | ------------- | ------- | ------------------------ | --------------------------------------------------------------------------- |
| 1.1 | Dr. Vivien Karl⁠ Intimcreme                                | Vivien Karl, Julia Huhnholz                                                   | 1.800.000 €  | 200.000 €     | 10 %    | 200.000 € für 12,5 % 1.1 | Nils Glagau                                                                 |
| 1.2 | Brizza Pizza aus Brezelteig                               | Sascha und Jennifer Zeller                                                    | 2.700.000 €  | 300.000 €     | 10 %    | nein                     | nein                                                                        |
| 1.3 | Futurised⁠ KI-basierte Geschäftsprozessautomatisierung     | Max Schlensag, Eric Böger                                                     | 1.416.666 €  | 250.000 €     | 15 %    | 250.000 € für 25,1 %     | Carsten Maschmeyer                                                          |
| 1.4 | Mitmalfilm Malbuch mit Zeichentrickfilm-Funktion          | Uli Seis, Alice von Gwinner                                                   | 800.000 €    | 200.000 €     | 20 %    | nein                     | nein                                                                        |
| 1.5 | Akoua Cashew-Fruchtsaft                                   | Simon Debade                                                                  | 360.000 €    | 90.000 €      | 20 %    | nein                     | nein                                                                        |
| 2.1 | FreeMOM⁠ Freelancing-Plattform für arbeitende Mütter       | Lena Pieper, Anika Schmidt                                                    | 1.416.666 €  | 250.000 €     | 15 %    | 250.000 € für 28 %       | Tijen Onaran                                                                |
| 2.2 | Bello Eis Eiscreme für Hunde                              | Christian Scaletta                                                            | 566.666 €    | 100.000 €     | 15 %    | nein                     | nein                                                                        |
| 2.3 | Millis Zaubertücher⁠ Windeleinlage gegen Windeldermatitis  | Kristina und Patrick Vock                                                     | 320.000 €    | 80.000 €      | 20 %    | 80.000 € für 20 %        | Nils Glagau                                                                 |
| 2.4 | Klangio App für Musiknoten-Transkription                  | Alexander Lüngen, Sebastian Murgul                                            | 2.700.000 €  | 300.000 €     | 10 %    | nein                     | nein                                                                        |
| 2.5 | dripoff⁠ Anti-Nässe-Pads für WC-Bürstenhalter              | Agnes Bings, Jan Dülken                                                       | 240.000 €    | 80.000 €      | 25 %    | 80.000 € für 33 %        | Ralf Dümmel                                                                 |
| 3.1 | Vegablum⁠ Vegane Met- und Honig-Produkte                   | Daniela Nowak, Stephan Weidtmann                                              | 900.000 €    | 100.000 €     | 10 %    | 100.000 € für 25,1 %     | Tillmann Schulz, Dagmar Wöhrl                                               |
| 3.2 | Natch Zahnputztabletten                                   | Norbert Meinke, Heber Gonzalez                                                | 3.375.000 €  | 375.000 €     | 10 %    | nein                     | nein                                                                        |
| 3.3 | AnimalChat⁠ Messenger-Plattform für Tierarztpraxen         | Sebastian und Heinrich Wilkes                                                 | 1.800.000 €  | 200.000 €     | 10 %    | 250.000 € für 20 % 3.3   | Carsten Maschmeyer                                                          |
| 3.4 | KitchBo⁠ Silikon-Backmatte                                 | Karolin und Darko Djukic, Nikola Natterer                                     | 360.000 €    | 40.000 €      | 10 %    | 80.000 € für 15 %        | Ralf Dümmel                                                                 |
| 3.5 | scentme Duftwaschmittel                                   | Peter Knöll, Cornelius Bessler, Markus Kessler, Ferdinand Storp, André Engels | 1.800.000 €  | 200.000 €     | 10 %    | nein                     | nein                                                                        |
| 4.1 | Frinsh Tiefgefrorene Ingwer-Shots                         | Lukas Leipertz                                                                | 300.000 €    | 75.000 €      | 20 %    | 75.000 € für 40 %        | Ralf Dümmel, Tillman Schulz                                                 |
| 4.2 | Urban Challenger Stadt-Entdeckungsspiel                   | Simon und Daniel Heitz                                                        | 400.000 €    | 60.000 €      | 15 %    | 60.000 € für 25 %        | Janna Ensthaler                                                             |
| 4.3 | Ruby Libido-Produkte                                      | Jasmin Kamann                                                                 | 1.416.666 €  | 250.000 €     | 15 %    | nein                     | nein                                                                        |
| 4.4 | Sturfer Bürostuhl mit Hüft-Dehn-Funktion                  | Silvia und Christian Behrendt, Matthias Kutscher                              | 10.800.000 € | 1.200.000 €   | 10 %    | nein                     | nein                                                                        |
| 4.5 | NuNi Selbsthaftende Stilleinlage                          | Jennifer und Jens Reckmann                                                    | 510.000 €    | 90.000 €      | 15 %    | 90.000 € für 25 % 4.5    | Nils Glagau                                                                 |
| 5.1 | The Blood Menstruationsblut-Analyse                       | Isabelle Guenou, Miriam Santer, Lucas Mittelmeier                             | 1.800.000 €  | 200.000 €     | 10 %    | 200.000 € für 10 % 5.1   | Carsten Maschmeyer, Nils Glagau                                             |
| 5.2 | Spacies Proteinhaltige Frühstücksflocken                  | Carsten Hinzer, Rouven Kosel, Benjamin Maurer 5.2                             | 2.300.000 €  | 200.000 €     | 8 %     | nein                     | nein                                                                        |
| 5.3 | Sollso Laufrad für Senioren                               | Heinrich Schnitzer                                                            | 1.333.333 €  | 200.000 €     | 15 %    | nein                     | nein                                                                        |
| 5.4 | TeaBlob Tee in Tablettenform                              | Sebastian Kadhim, Kai Stork                                                   | 400.000 €    | 100.000 €     | 20 %    | 100.000 € für 25 %       | Ralf Dümmel                                                                 |
| 5.5 | Cloou Katzenklo mit eingebauter Treppe                    | Michael Scholz, Jan Hrdina                                                    | 630.000 €    | 70.000 €      | 10 %    | nein                     | nein                                                                        |
| 6.1 | Ölfreunde Regionale Speiseöle                             | Paul Belthle                                                                  | 1.800.000 €  | 200.000 €     | 10 %    | 200.000 € für 20 %       | Tillmann Schulz, Dagmar Wöhrl                                               |
| 6.2 | Compounder Studenten-Anmeldeplattform für Universitäten   | Evelyn Wagner, Paula Vorbeck, Carime Alfonso Siena                            | 3.600.000 €  | 400.000 €     | 10 %    | nein                     | nein                                                                        |
| 6.3 | Lookas Videoabspielbox für Kinder                         | Annette Muckle, Benjamin Bates                                                | 583.333 €    | 250.000 €     | 30 %    | nein                     | nein                                                                        |
| 6.4 | Herbal Spa Kräuterbadekissen                              | Daniel Schreiner, Thomas Wiederer                                             | 90.000 €     | 30.000 €      | 25 %    | 30.000 € für 25 %        | Ralf Dümmel                                                                 |
| 6.5 | Beezer Luftbasierter Flaschenkühler                       | Max Huber, Moritz Schüller                                                    | 4.500.000 €  | 500.000 €     | 10 %    | nein                     | nein                                                                        |
| 7.1 | BIOTherma Kompresse auf Seegrasbasis                      | Friederike Freifrau von Rodde                                                 | 240.000 €    | 60.000 €      | 20 %    | 60.000 € für 30 % 7.1    | Nils Glagau, Tillmann Schulz                                                |
| 7.2 | Racemates NFT-basierte Rennfahrer-Sammelkarten            | Michael Sälzer, Duc Huy Bui                                                   | 4.500.000 €  | 500.000 €     | 10 %    | nein                     | nein                                                                        |
| 7.3 | Loggä Vegane Brotbackmischungen                           | Matthias Parzich                                                              | 283.333 €    | 50.000 €      | 15 %    | 50.000 € für 15 %        | Tijen Onaran                                                                |
| 7.4 | myMonsi Interaktive Hörspiele                             | Marc Hertel, Michaela Kasper                                                  | 800.000 €    | 200.000 €     | 20 %    | nein                     | nein                                                                        |
| 7.5 | JobSwop.io Jobtausch-Plattform                            | Jan Meyer, Felix Nawroth, Frank Burian                                        | 1.620.000 €  | 180.000 €     | 10 %    | 180.000 € für 20 %       | Carsten Maschmeyer                                                          |
| 8.1 | hey circle Mehrweg-Versandverpackungen                    | Doris Diebold, Morris Kurz                                                    | 4.950.000 €  | 550.000 €     | 10 %    | nein                     | nein                                                                        |
| 8.2 | Peas of Joy Linsen-Knuspermüsli                           | Michelle Luckas                                                               | 360.000 €    | 90.000 €      | 20 %    | 90.000 € für 20 % 8.2    | Carsten Maschmeyer                                                          |
| 8.3 | Schimmel Schock 4.0 8.3 Versiegelungsspray gegen Schimmel | Sandro Heindl, Peter Richter                                                  | 600.000 €    | 200.000 €     | 25 %    | 200.000 € für 25 %       | Ralf Dümmel                                                                 |
| 8.4 | Haepsi Alternative To-go-Verpackungslösungen              | Bilal und Cihan Dalgic                                                        | 1.133.333 €  | 200.000 €     | 15 %    | nein                     | nein                                                                        |
| 8.5 | Zeedz Gamification-App für Klimaschutz                    | Sven Junglas, Benjamin Ebner                                                  | 5.400.000 €  | 600.000 €     | 10 %    | 600.000 € für 25 %       | Carsten Maschmeyer, Nils Glagau, Dagmar Wöhrl, Tillmann Schulz, Ralf Dümmel |

## Einschaltquoten
| Folge | Datum         | Zuschauer        | Zuschauer     | Marktanteil      | Marktanteil   | Quelle |
| Folge | Datum         | Durchschnittlich | 14 – 49 Jahre | Durchschnittlich | 14 – 49 Jahre | Quelle |
| ----- | ------------- | ---------------- | ------------- | ---------------- | ------------- | ------ |
| 1     | 28. Aug. 2023 | 1,83 Mio.        | 0,69 Mio.     | 8,1 %            | 14,6 %        | [ 7 ]  |
| 2     | 4. Sep. 2023  | 1,51 Mio.        | 0,59 Mio.     | 6,7 %            | 12,2 %        | [ 7 ]  |
| 3     | 11. Sep. 2023 | 1,64 Mio.        | 0,70 Mio.     | 7,2 %            | 14,6 %        | [ 7 ]  |
| 4     | 18. Sep. 2023 | 1,49 Mio.        | 0,55 Mio.     | 6,3 %            | 10,7 %        | [ 7 ]  |
| 5     | 25. Sep. 2023 | 1,56 Mio.        | 0,65 Mio.     | 6,4 %            | 11,9 %        | [ 7 ]  |
| 6     | 2. Okt. 2023  | 1,42 Mio.        | 0,62 Mio.     | 6,1 %            | 12,6 %        | [ 7 ]  |
| 7     | 9. Okt. 2023  | 1,47 Mio.        | 0,64 Mio.     | 5,9 %            | 11,5 %        | [ 7 ]  |
| 8     | 16. Okt. 2023 | 1,48 Mio.        | 0,60 Mio.     | 6,3 %            | 12,2 %        | [ 7 ]  |